# Explicandum
L'explicandum est un phénomène qui nécessite une explication. L'explicans, de son côté, est l'explication de ce phénomène. Il est utilisé en philosophie afin de structurer le questionnement.
L'explicans ne doit pas être la seule explication de l'explicandum, auquel cas nous nous retrouvons dans un schéma circulaire. Ainsi, l'explicandum doit avoir une explication qui peut être testée ou démontrée d'une manière indépendante.